# 7.ª etapa da Volta a Espanha de 2020
A 7.ª etapa da Volta a Espanha de 2020 teve lugar a 27 de outubro de 2020 entre Vitoria e Villanueva de Valdegovía sobre um percurso de 159,7 km e foi vencida pelo canadiano Michael Woods da equipa EF. O equatoriano Richard Carapaz conseguiu manter a liderança.

## Classificação da etapa
| \| Classificação por etapas \| Classificação por etapas \| Classificação por etapas \| Classificação por etapas \| Classificação por etapas \| \| Ciclista \| Ciclista \| Equipe \| Tempo \| \| \| ------------------------ \| ------------------------ \| ------------------------ \| ------------------------ \| ------------------------ \| \| 1. \| Michael Woods \| EF Pro Cycling \| 3h48m16s \| \| \| 2. \| Omar Fraile \| Astana \| + 4s \| \| \| 3. \| Alejandro Valverde \| Movistar Team \| + 4s \| \| \| 4. \| Nans Peters \| AG2R La Mondiale \| + 8s \| \| \| 5. \| Guillaume Martin \| Cofidis \| + 8s \| \| \| 6. \| Rui Costa \| UAE Team Emirates \| + 13s \| \| \| 7. \| Alex Aranburu \| Astana \| + 13s \| \| \| 8. \| Ide Schelling \| Bora-Hansgrohe \| + 13s \| \| \| 9. \| Kenny Elissonde \| Trek-Segafredo \| + 13s \| \| \| 10. \| Davide Formolo \| UAE Team Emirates \| + 13s \| \| |                    |                   |          |
| |                    |                   |          |
| Fonte: ProCyclingStats |                    |                   |          |
| Classificação por etapas |                    |                   |          |
| Ciclista | Ciclista           | Equipe            | Tempo    |
| 1. | Michael Woods      | EF Pro Cycling    | 3h48m16s |
| 2. | Omar Fraile        | Astana            | + 4s     |
| 3. | Alejandro Valverde | Movistar Team     | + 4s     |
| 4. | Nans Peters        | AG2R La Mondiale  | + 8s     |
| 5. | Guillaume Martin   | Cofidis           | + 8s     |
| 6. | Rui Costa          | UAE Team Emirates | + 13s    |
| 7. | Alex Aranburu      | Astana            | + 13s    |
| 8. | Ide Schelling      | Bora-Hansgrohe    | + 13s    |
| 9. | Kenny Elissonde    | Trek-Segafredo    | + 13s    |
| 10. | Davide Formolo     | UAE Team Emirates | + 13s    |

## Classificações ao final da etapa

### Classificação geral
| \| Classificação geral \| Classificação geral \| Classificação geral \| Classificação geral \| Classificação geral \| \| Ciclista \| Ciclista \| Equipe \| Tempo \| \| \| ------------------- \| ------------------- \| ---------------------- \| ------------------- \| ------------------- \| \| 1. \| Richard Carapaz \| Ineos Grenadiers \| 28h23m51s \| \| \| 2. \| Hugh Carthy \| EF Pro Cycling \| + 18s \| \| \| 3. \| Daniel Martin \| Israel Start-Up Nation \| + 18s \| \| \| 4. \| Primož Roglič \| Jumbo-Visma \| + 30s \| \| \| 5. \| Enric Mas \| Movistar Team \| + 1m07s \| \| \| 6. \| Felix Großschartner \| Bora-Hansgrohe \| + 1m30s \| \| \| 7. \| Marc Soler \| Movistar Team \| + 1m42s \| \| \| 8. \| Esteban Chaves \| Mitchelton-Scott \| + 2m02s \| \| \| 9. \| Alejandro Valverde \| Movistar Team \| + 2m03s \| \| \| 10. \| George Bennett \| Jumbo-Visma \| + 2m39s \| \| |                     |                        |           |
| |                     |                        |           |
| Fonte: ProCyclingStats |                     |                        |           |
| Classificação geral |                     |                        |           |
| Ciclista | Ciclista            | Equipe                 | Tempo     |
| 1. | Richard Carapaz     | Ineos Grenadiers       | 28h23m51s |
| 2. | Hugh Carthy         | EF Pro Cycling         | + 18s     |
| 3. | Daniel Martin       | Israel Start-Up Nation | + 18s     |
| 4. | Primož Roglič       | Jumbo-Visma            | + 30s     |
| 5. | Enric Mas           | Movistar Team          | + 1m07s   |
| 6. | Felix Großschartner | Bora-Hansgrohe         | + 1m30s   |
| 7. | Marc Soler          | Movistar Team          | + 1m42s   |
| 8. | Esteban Chaves      | Mitchelton-Scott       | + 2m02s   |
| 9. | Alejandro Valverde  | Movistar Team          | + 2m03s   |
| 10. | George Bennett      | Jumbo-Visma            | + 2m39s   |

### Classificação por pontos
| Classificação por pontos | Classificação por pontos | Classificação por pontos | Classificação por pontos | Classificação por pontos |
| Ciclista                 | Ciclista                 | Equipe                   | Pontos                   |                          |
| ------------------------ | ------------------------ | ------------------------ | ------------------------ | ------------------------ |
| 1.                       | Primož Roglič            | Jumbo-Visma              | 79 pts                   |                          |
| 2.                       | Richard Carapaz          | Ineos Grenadiers         | 61 pts                   |                          |
| 3.                       | Daniel Martin            | Israel Start-Up Nation   | 57 pts                   |                          |
| 4.                       | Guillaume Martin         | Cofidis                  | 48 pts                   |                          |
| 5.                       | Michael Woods            | EF Pro Cycling           | 45 pts                   |                          |
| 6.                       | Alejandro Valverde       | Movistar Team            | 35 pts                   |                          |
| 7.                       | Hugh Carthy              | EF Pro Cycling           | 33 pts                   |                          |
| 8.                       | Enric Mas                | Movistar Team            | 33 pts                   |                          |
| 9.                       | Felix Großschartner      | Bora-Hansgrohe           | 33 pts                   |                          |
| 10.                      | Marc Soler               | Movistar Team            | 29 pts                   |                          |

### Classificação da montanha
| Classificação da montanha | Classificação da montanha | Classificação da montanha | Classificação da montanha | Classificação da montanha |
| Ciclista                  | Ciclista                  | Equipe                    | Pontos                    |                           |
| ------------------------- | ------------------------- | ------------------------- | ------------------------- | ------------------------- |
| 1.                        | Guillaume Martin          | Cofidis                   | 27 pts                    |                           |
| 2.                        | Sepp Kuss                 | Jumbo-Visma               | 24 pts                    |                           |
| 3.                        | Tim Wellens               | Lotto-Soudal              | 19 pts                    |                           |
| 4.                        | Richard Carapaz           | Ineos Grenadiers          | 18 pts                    |                           |
| 5.                        | Daniel Martin             | Israel Start-Up Nation    | 16 pts                    |                           |
| 6.                        | Michael Woods             | EF Pro Cycling            | 16 pts                    |                           |
| 7.                        | Ion Izagirre              | Astana                    | 11 pts                    |                           |
| 8.                        | Alejandro Valverde        | Movistar Team             | 11 pts                    |                           |
| 9.                        | Primož Roglič             | Jumbo-Visma               | 7 pts                     |                           |
| 10.                       | Quentin Jauregui          | AG2R La Mondiale          | 6 pts                     |                           |

### Classificação dos jovens
| Classificação dos jovens | Classificação dos jovens | Classificação dos jovens | Classificação dos jovens | Classificação dos jovens |
| Ciclista                 | Ciclista                 | Equipe                   | Tempo                    |                          |
| ------------------------ | ------------------------ | ------------------------ | ------------------------ | ------------------------ |
| 1.                       | Enric Mas                | Movistar Team            | 28h24m58s                |                          |
| 2.                       | David Gaudu              | Groupama-FDJ             | + 2m40s                  |                          |
| 3.                       | Gino Mäder               | NTT Pro Cycling          | + 2m57s                  |                          |
| 4.                       | Aleksandr Vlasov         | Astana                   | + 5m27s                  |                          |
| 5.                       | Kobe Goossens            | Lotto-Soudal             | + 12m36s                 |                          |
| 6.                       | Georg Zimmermann         | CCC Team                 | + 12m54s                 |                          |
| 7.                       | Andrea Bagioli           | Deceuninck-Quick Step    | + 17m54s                 |                          |
| 8.                       | Clément Champoussin      | AG2R La Mondiale         | + 22m34s                 |                          |
| 9.                       | William Barta            | CCC Team                 | + 24m26s                 |                          |
| 10.                      | Jhojan García            | Caja Rural-Seguros RGA   | + 26m57s                 |                          |

### Classificação por equipas
| Classificação por equipes | Classificação por equipes | Classificação por equipes | Classificação por equipes |
| Equipe                    | Equipe                    | Tempo                     |                           |
| ------------------------- | ------------------------- | ------------------------- | ------------------------- |
| 1.                        | Movistar Team             | 85h16m40s                 |                           |
| 2.                        | UAE Team Emirates         | + 3m03s                   |                           |
| 3.                        | Jumbo-Visma               | + 7m43s                   |                           |
| 4.                        | Astana                    | + 9m23s                   |                           |
| 5.                        | Mitchelton-Scott          | + 24m27s                  |                           |
| 6.                        | Cofidis                   | + 39m25s                  |                           |
| 7.                        | Ineos Grenadiers          | + 43m03s                  |                           |
| 8.                        | Trek-Segafredo            | + 55m34s                  |                           |
| 9.                        | Groupama-FDJ              | + 1h01m20s                |                           |
| 10.                       | Caja Rural-Seguros RGA    | + 1h05m58s                |                           |

## Abandonos
- Romain Seigle não completou a etapa por problemas abdominais.[2]
- Jay McCarthy não completou a etapa por uma queda durante o decorrer da mesma.[3]
- Matteo Moschetti por chegar fora de controle.[4]